# Juan Miguel Hidalgo Aguado
Juan Miguel Hidalgo Aguado (Granada, 19 de març del 1972 -) és pianista, compositor i professor, es va introduir a la música gràcies al seu pare, que era trompetista i propietari d'una tenda de música. El seu interès pel piano va venir de la mà del seu germà gran que també és pianista.
La seva formació va començat al Conservatori de Granada, l'any 1993 va acabar la carrera de piano amb matrícula d'honor. Al 1994 va començar amb els estudis de composició i direcció d'orquestra amb Enrique Rueda. Els seus concerts varen començar des de ben petit, amb tretze anys es va iniciar com a pianista solista a la banda municipal de Granada. Amb quinze anys va desenvolupar amb més èmfasi les seves composicions i va estrenar el concert per a piano nº1. L'any següent va estrenar el concert per a piano nº 2 amb l'Orquestra Municipal de Madrid. Ha actuat amb l'Orquestra Ciutat de Granada, també en el Festival de Internacional de Música y Danza de Granada, juntament amb els seu germà. També ha realitzat gravacions per a TVE i algunes de les seves composicions han sonat a Radio Nacional de España. Un fet destacable és que a l'any 1996 el seu segon quartet de cordes op.32. va ser estrenat als Estats Units interpretat pel quartet “Resonancias”. El novembre de 2001 va debutar com a director amb l'orquestra del Conservatori Superior de Música Victoria Eugenia de Granada i el Coro Federico García Lorca. Actualment és professor del Conservatori Professional de Música de Granada.
Les seves composicions es poden dividir en diferents conjunts musicals:
- Obres per a piano (25)
- Obres de música de cambra (8)
- Música orquestral (10)
- Instruments solistes amb orquestra (3)
- Música simfònica (2)

La seva música ha tingut com a influència la música del segle xix, i ha interpretat grans compositors com Chopin i Liszt. Tot i així l'harmonia i la forma de les seves obres han seguit l'estètica romàntica. Actualment les seves peces comencen a tenir influència del dodecafonisme i utilitza recursos com la politonalitat o l'harmonia alterada.
Tot i ser bastant jove, 48 anys, al llarg de la seva carrera ha obtingut diferents reconeixements. L'any 1993 va obtenir el remi Final de Carrera i va guanyar el concurs de piano “Antoni Torrandell” a Palma. Al 1994 va guanyar el tercer premi en el concurs de piano Juventudes Musicales de Granada.